# Coccinia sessilifolia
Espèce
Coccinia sessilifolia est une espèce de plante du genre Coccinia de la famille des Cucurbitaceae originaire d'Afrique du sud.

## Description
Coccinia sessilifolia est une plante grimpante vivace qui produit des pousses ligneuses atteignant 5 m de long. Les pousses sont glabres et présentent une couverture cireuse vert bleuâtre. Les feuilles sont alternes, généralement sessiles. Seules les premières feuilles des pousses et, dans de rares cas, sur les pousses matures, des pétioles courts peuvent être observés. Le limbe mesure 1,5 à 12,5 par 2,2 à 13,5 cm, généralement profondément lobé, plus ou moins amplexicauleux. Le limbe supérieur est glabre avec des pustules claires à blanchâtres. La lame inférieure est plus pâle que la lame supérieure, glabre, souvent avec de petites glandes sombres le long des nervures principales. Les vrilles sont simples, très rarement inégalement bifides.
Les fleurs de chaque sexe sont généralement solitaires. Parfois les fleurs mâles sont regroupées en grappes de quelques fleurs. Le réceptacle est vert pâle, glabre. Les dents du calice mesurent de 1,5 à 3,5 mm de long, lancéolées à étroites et triangulaires, dressées à réfléchies. La corolle est de 1,5 à 3 cm de long, crème blanchâtre à pâle jaune, rarement brun-orange terne avec une nervure verte bien visible, les lobes de 0,9–2 cm. Les étamines sont réduites en staminodes dans les fleurs femelles. Les anthères des fleurs mâles sont sinueuses, avec des en-têtes globuleuses. Les ovaires sont cylindriques, glabres. Les fleurs femelles sont colonnaire, jaune verdâtre. Les stigmates sont bombés, jaune verdâtre. Les fruits mesurent 8–12 × 3–4 cm et sont ellipsoïdes à oblongs, verts immature avec des taches longitudinales blanches à rayures avec une pruine cireuse, rouge quand ils sont mûrs. Les graines sont de 6–8 × 3–3,5 × 1–1,5 mm, plus ou moins symétriquement obovales, à face plate.
Les plantes mâles et femelles diploïdes ont 24 chromosomes de tailles égales.

## Répartition
Coccinia sessilifolia est présent en Afrique du Sud (Gauteng, Limpopo, Mpumalanga, Nord-Ouest et ouest du Cap Nord), Namibie (Erongo, Khomas, Oshana, Otjozondjupa ), et Botswana.

## Écologie
Coccinia sessilifolia est un géophyte caudex grimpant qui pousse principalement dans le biome du désert ou des arbustes secs. Il
se développe dans les habitats ouverts semi-arides, à l'exception de la région du Cap et des hautes montagnes. La floraison a lieu en janvier-mai et en octobre-décembre.

## Systématique et évolution
Selon les analyses d'ADN moléculaire, Coccinia sessilifolia est apparentée à d'autres espèces d'Afrique du Sud, telles que Coccinia hirtella, Coccinia mackenii et Coccinia quinqueloba. Certaines populations de la partie occidentale de la province du Limpopo ont de longs pétioles, mais partagent tous les autres caractères avec Coccinia sessilifolia. Ceux-ci ont été décrits comme une espèce distincte : Coccinia variifolia A.Meeuse. En raison des fortes similitudes et des relations étroites dans la phylogénie moléculaire, Holstein (2015) a interprété que ces populations sont mieux traitées comme une variété de C. sessilifolia. Puisque les longs pétioles constituent l'état de caractère dominant chez tous les parents les plus proches, Coccinia sessilifolia var. «variifolia peut être interprété soit comme une relique d'ancêtres à long pétiole, soit comme un développement secondaire à caractère ancestral.
GBIF 3624111